# Bocksberg (Laugna)
Bocksberg ist ein Gemeindeteil von Laugna im schwäbischen Landkreis Dillingen an der Donau in Bayern.

## Lage
Das Kirchdorf liegt zweieinhalb Kilometer südwestlich von Laugna an der Staatsstraße 2036. Es zieht sich vom Tal der Laugna auf den Nordwesthang des 489 m hohen Buschelberges.

## Geschichte

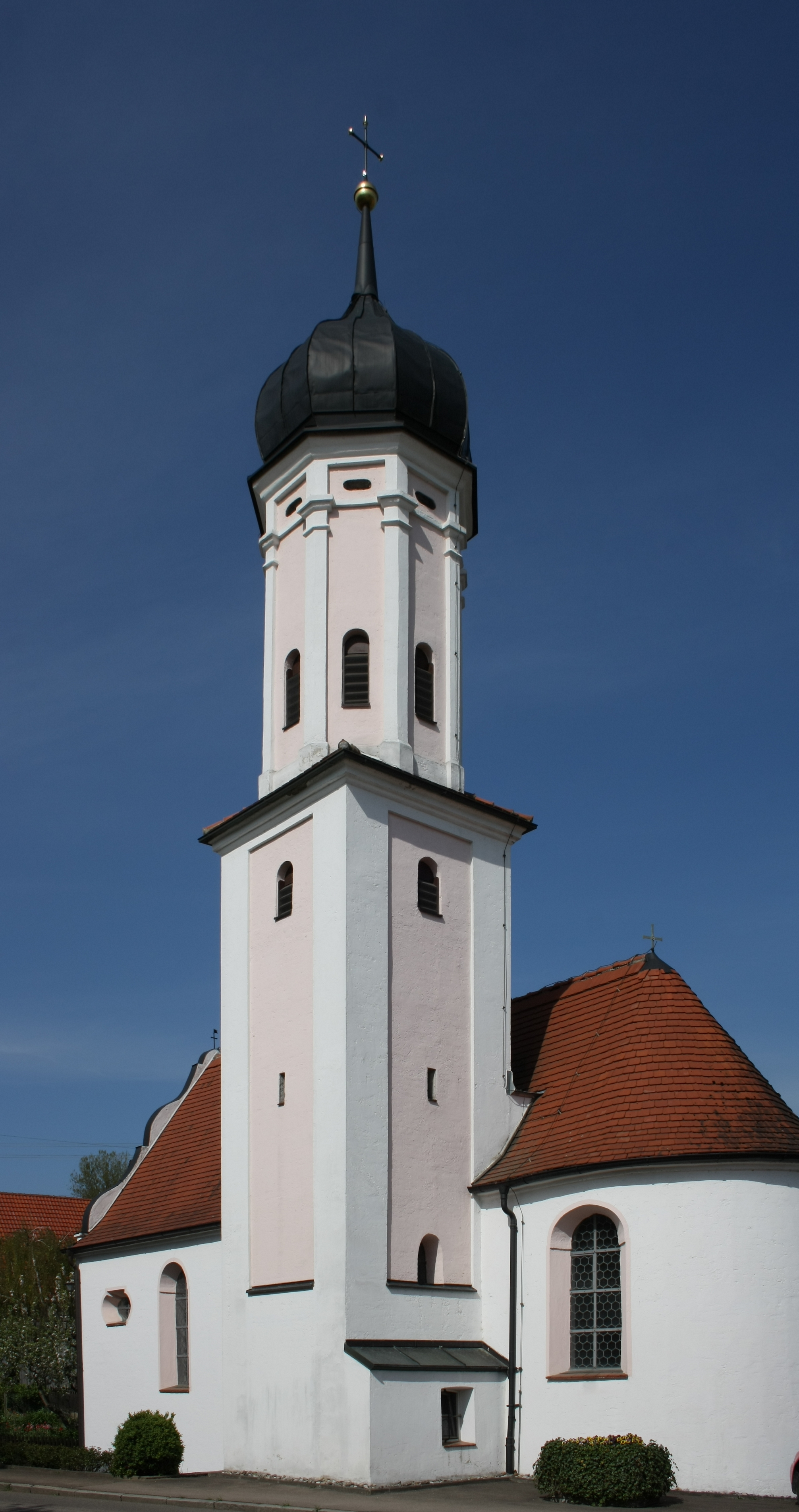
Hl. Dreifaltigkeit und St. Leonhard in Bocksberg

Bocksberg entstand um die 1190 erstmals erwähnte Burg Bocksberg und gehörte zur Herrschaft Laugna-Bocksberg. Ab 1613 gehörte der Ort den Fuggern. Die Burg wurde mehrmals zerstört, ein letztes Mal während des Dreißigjährigen Krieges, und danach nicht wieder aufgebaut.
Am 1. Mai 1978 wurde die Gemeinde Bocksberg mit ihren Ortsteilen Modelshausen, Hinterbuch und Kaag im Zuge der Gemeindegebietsreform in die Gemeinde Laugna eingegliedert.

## Religionen
Bocksberg war bis 1906 eine Filiale der Pfarrei Laugna und wurde dann in die Pfarrei Modelshausen eingepfarrt. Die Kirche Hl. Dreifaltigkeit und St. Leonhard wurde 1748 errichtet. 

## Bodendenkmäler
Siehe: Liste der Bodendenkmäler in Laugna